# Alika
Alicia Dal Monte Campuzano, más conocida como Alika (Montevideo, 28 de junio de 1977), es una cantante uruguaya naturalizada argentina.

## Biografía
Su madre es paraguaya y su padre uruguayo. Se mudó a los seis años a la localidad bonaerense de El Jagüel y reside en San Martín.
Influenciada por el hip hop que escuchó desde pequeña, fundó en 1994, junto a Malena D'Alessio, el dúo Actitud María Marta, una de las primeras bandas de rap femenino de Argentina y América Latina la cual fue reconocida por la prensa como la banda Revelación de 1995.[cita requerida] Con AMM edita "Acorralar a la Bestia" (1996, Polygram). Posteriormente se aleja de la banda e inicia su proyecto en solitario Alika & La Nueva Alianza, volcándose de lleno al reggae y a la cultura rastafari.
En 1999 comenzó su propio proyecto, basado en las raíces de la cultura rastafari, destacándose por sus letras claras y directas que hablan del respeto, la dignidad, la opresión del sistema Occidental, la confianza en uno mismo, la vida en los países del tercer mundo y las problemáticas que se viven en los barrios. Chile es el país en donde Alika, junto a MC's como Boomer, le da forma a su primera producción "No Dejes que te paren" (2001 Indie). En 2001 también comienza a presentarse en vivo. En 2002 edita su segundo álbum "Sin Intermediarios", cortes como "Paciencia" "Demanda" y "Encendedores". En 2004 llega su tercera producción, "Razón Meditación Acción", que contiene cortes como "Costumbre de Matar" y "No le des fuerza a Babilonia".

## Discografía

### conActitud María Marta
- 1996 Acorralar a la bestia

### comosolista
- 2000 No dejes que te paren
- 2003 Sin Intermediarios
- 2006 Razón Meditación Acción
- 2008 Educate Yourself
- 2009 Mad Professor Meets Alika
- 2011 Alika Live Niceto Club
- 2011 Unidad y Respeto Mixtape
- 2012 Dub Yourself (Remixes)
- 2014 Mi Palabra Mi Alma[3]

## Compilados
- 2004 Radicales 3 (Costa Rica) (Enemigos Version)
- 2004 Voces Conscientes (España) (Siguiendo a la Empress Vrsion)
- 2005 Album Verde (Argentina, México) Tributo Reggae a Los Beatles (Come Together)
- 2005 Rugido del Leon ( Vinilo 12¨)
- 2006 Ukwanda Hip Hop (México, Sudáfrica) ( Dem Got no Love)
- 2007 Raíces (Argentina) (Hermana en el micrófono)
- 2008 Peace and Dignity Journey Music Compilation (U.S.A.) (Eercito Despierta)
- 2009 Resto Pollo Rico 3 ( Francia) (El Rugido del León)
- 2009 Nueva Cumbia Argentina (U.S.A.) (Para Bailar Remix by El Hijo de la Cumbia)
- 2012 Kindah South America (U.S.A.) (Oye mi amiga)

## Colaboraciones
- 2006 Deja Vu: Akil Ammar (América Nativa)
- 2009 Dub Attack: Bungalo Dub (Siguiendo la Verdad)
- 2008 En LLamas: Natty Combo (13 Vidas)
- 2009 Fuego en el Barrio: El Aaron (Rifando al Máximo)
- 2009 Freestyle de Ritmos: El Hijo De La Cumbia (Para Bailar Remix)
- 2010 Canalla y Absoluto: Halasius Bradford (Visionario)
- 2012 Postdata:Akil Ammar (Despertar y Vivir)
- 2012 Amor y Vida: Skool 77 (Cuídate)
- 2012 Gracia Divina- Tito y la Liga (Tengo el Don))
- 2013 GTA-V
- 2014 Xxl Irione-Se Alborotan (Sencillo)
- 2014 Alika Ft Guanaco MC-Fuego (Mi Palabra Mi Alma)
- 2014 Alika Ft Los Pibes Chorros-Fuego le vamos a dar (Mi Palabra Mi Alma)
- 2014 Alika Ft Dawn Penn-Dejalo Gyal (Mi Palabra Mi Alma)
- 2016 La noche ya no existe (Benjamin Biolay)
- 2022 Alika & Mad Professor-Sistren Songs and Dubs (Nuevo álbum)